# Pinggirsari (Arjasari)
Pinggirsari is een bestuurslaag in het regentschap Bandung van de provincie West-Java, Indonesië. Pinggirsari telt 9152 inwoners (volkstelling 2010).